# Geoffrey Horne
Pour les articles homonymes, voir Horne.
Geoffrey Horne, né le 22 août 1933 à Buenos Aires (Argentine), est un acteur et enseignant britannique.

## Biographie
Né en Argentine au hasard de l'affectation de son père, cadre d'une grande compagnie pétrolière, Geoffrey Horne passe la majeure partie de son enfance à Cuba.
Il est scolarisé dans différentes écoles privées avant d'être admis à l'Université de Californie à Berkeley.
En 1954, il suit les cours dispensés par Lee Strasberg à l'Actors Studio dont il devient l'un des membres en 1956.
Entre-temps, en 1955 à la télévision, il a fait ses débuts dans différentes séries. Il monte pour la première fois sur la scène de Broadway en 1956 dans le drame Too Late the Phalarope de Robert Yale Libott, une adaptation du roman homonyme d'Alan Paton.
Il tourne ensuite son premier film, Demain ce seront des hommes de Jack Garfein aux côtés d'autres débutants comme Ben Gazzara et George Peppard (1957). La même année, il enchaîne avec l'un de ses films les plus célèbres, Le Pont de la rivière Kwai de David Lean, suivi d'un rôle notable dans Bonjour tristesse d'Otto Preminger (1958) tandis qu'il tient la tête d'affiche de L'Esclave du pharaon d'Irving Rapper et Luciano Ricci (1960). Puis sa carrière cinématographique s'effiloche, peut-être parce qu'il se trouve en concurrence directe avec un autre acteur fort ressemblant, l'Américain Jeffrey Hunter qui a fait ses débuts quelques années avant lui.
On le retrouve au théâtre à Broadway où il tient le rôle de Frédéric dans Jeannette, une adaptation anglaise de la pièce Roméo et Jeannette de Jean Anouilh (1960) et dans Strange Interlude d'Eugene O'Neill (1963) tandis qu'il joue essentiellement dans des productions télévisées jusque dans les années 1980 avec encore quelques incursions à Broadway (Merrily We Roll Along en 1981 et The Caine Mutiny Court-Martial en 1983), mais son nom a disparu du fronton des cinémas.
Aujourd'hui, il enseigne l'art dramatique à l'Actors Studio dont il a toujours été proche.

## Filmographie sélective

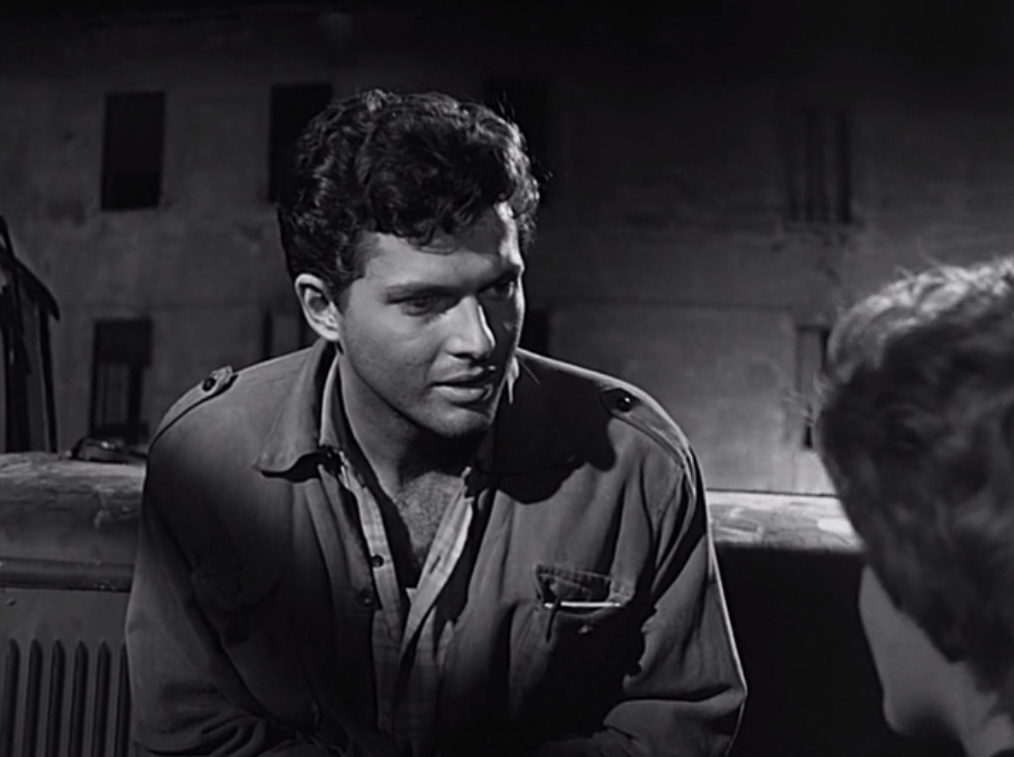
Geoffrey Horne dans Esterina (1959).

- 1957 : Demain ce seront des hommes (The Strange One) de Jack Garfein : le cadet George Avery Jr.
- 1957 : Le Pont de la rivière Kwai (The Bridge on the River Kwai) de David Lean : le lieutenant Joyce
- 1958 : La Tempête (La Tempesta) d'Alberto Lattuada : Piotr Griniov
- 1958 : Bonjour tristesse d'Otto Preminger : Philippe
- 1959 : Esterina de Carlo Lizzani : Gino
- 1960 : L'Esclave du pharaon (Giuseppe venduto dai fratelli) d'Irving Rapper et Luciano Ricci : Joseph
- 1962 : Les Frères Corses (I Fratelli Corsi) d'Anton Giulio Majano : Paolo Franchi/Leone Franchi
- 1962 : La Quatrième Dimension (Série TV) : épisode Le cadeau (saison 3, épisode 32) : Williams
- 1963 : Tres hombres buenos de Joaquín Luis Romero Marchent : Don César Guzmán
- 1970 : The Baby Maker (Un bébé sur commande) de James Bridges : Jimmy
- 1973 : Brève rencontre à Paris (Two People) de Robert Wise : Ron Kesselman
- 1975 : Judgment: The Court Martial of Lieutenant William Calley de Lee Bernhardi et Stanley Kramer
- 1975 : It's a Bird... It's a Plane... It's Superman (Superman), téléfilm de Jack Regas : Ray Clive
- 1985 : Private Sessions, téléfilm de Michael Pressman : un homme
- 1999 : Big Daddy de Dennis Dugan : Sid